# Dicronychus bozdagensis
Dicronychus bozdagensis é uma espécie de besouro do gênero Dicronychus. O nome científico da espécie foi publicado validamente pela primeira vez em 2004 por Platia & Gudenzi.